# Cis pygmaeus
Cis pygmaeus es una especie de coleóptero de la familia Ciidae.

## Distribución geográfica
Habita en Europa, Gran Bretaña y el norte de África.